# Retablo de la Soledad (Catedral de Santiago de Compostela)
El retablo de la Soledad es una obra realizada por Miguel de Romay y Antonio Afonsín en 1708. Está ubicado en la Capilla de Sancti Spiritus de la Catedral de Santiago de Compostela, en La Coruña (Galicia, España).

## Historia

### Capilla

#### Fundación
La Capilla de Sancti Spiritus o del Espíritu Santo fue fundada en el último tercio del siglo xiii por disposición del burgués compostelano Pedro Vidal en el transepto septentrional de la catedral con el fin de que este espacio fungiese como lugar de enterramiento para él mismo y su esposa, además de solicitar misas pro anima. Originalmente emplazada entre las capillas románicas de Santa Cruz (al sur) y San Nicolás (al norte), la fundación no implicaba un lugar diferenciado sino que consistía en un sencillo altar ubicado en el muro que separaba ambas capillas, en cuyas proximidades se encontraba la lauda sepulcral de Vidal. Un siglo después, uno de sus bisnietos, Gonzalo Pérez de Moscoso, arcediano de Reina y desde 1392 cardenal de la catedral, sufragó el levantamiento de una capilla ex novo con el objetivo de ampliar el espacio funerario, promover sus propias devociones y afianzar el mantenimiento del culto. Según el documento fundacional de 1383, la capilla fue erigida bajo la advocación del Espíritu Santo y entregada a un total de doce clérigos, denominados capellanes de Sancti Spiritus. En consecuencia, y representando a los religiosos, Joan Afonso recibió la llave de las puertas de la capilla y se comprometió a la celebración de misas por su alma y la de sus parientes, siendo la iniciativa llevada a cabo con el consentimiento del cabildo y el arzobispo Rodrigo de Moscoso, hermano de Gonzalo.: 146  Los capellanes fueron nombrados por el cabildo para asistir a maitines cuando se cantaban a medianoche, oficio que se prolongó hasta el siglo xix según se desprende de las constituciones antiguas:

En 21 de Junio de 1511 acordó el Cabildo que se toque á maitines en todo tiempo desde la una de la noche á las tres, y que los Cardenales, Canónigos y Racioneros que asistiesen á ellos contados á Prima. En consideración á las muchas enfermedades que se notaban por causa de las lluvias y fríos, se dispuso en 8 de Noviembre de 1531 que se empezasen los maitines media hora ántes de anochecer; y en 18 de Mayo de 1543 que asistiese para presidir un Cardenal ó Canónigo por turno de antigüedad, y á falta de ellos un Racionero, ganando por esto un real de plata.: 153 

El arzobispo Álvaro de Isorna, quien fungió como tal de 1445 a 1448, fundó y dotó un colegio bajo idéntica advocación con el nombre de Racioneros, tomándolo de estos doce capellanes, los cuales pasaron a ocupar la Iglesia de la Compañía de Jesús el 15 de octubre de 1769 en virtud de la orden procedente de la Real cédula del 19 de agosto anterior, con la obligación de cumplir las fundaciones de las que estaban a cargo los jesuitas. Los racioneros aceptaron mediante escritura pública el 22 de septiembre de 1526 la obligación de cantar la «Salve» todos los días por la tarde delante del altar de Nuestra Señora de la Preñada en la nave de la Soledad de la catedral conforme a las constituciones y ordenanzas de la Cofradía de la Salve Regina, recién restituida; para este fin el cabildo les otorgó el 24 del mismo mes y año la suma de 100 000 maravedís pares de blancas ante el notario Alonso Rodríguez de Saavedra. Los racioneros tenían a su vez la obligación de asistir a las horas canónicas en el coro de la seo así como a las procesiones, si bien fue necesario recordarles estos deberes el 12 de enero de 1543 con motivo de su ausencia, la cual justificaron con el pretexto de tener que atender las fundaciones de la Capilla de Sancti Spiritus. Trasladados a la Iglesia de la Compañía de Jesús, y aumentada su renta con el importe de las fundaciones que cumplían y que antaño se hallaban a cargo de los jesuitas, con el tiempo fueron evadiéndose de sus responsabilidades en el coro de la catedral, asistiendo únicamente a la consagración de los óleos y a la procesión del Corpus Christi.: 154 
Además de los racioneros, en la Capilla de Sancti Spiritus tenían asentada los azabacheros la Cofradía de San Sebastián desde al menos 1410 con motivo de la peste.: 154  En 1422 la hermandad estableció una concordia con los racioneros en virtud de la cual se instaló una imagen de San Sebastián en un altar dentro de la capilla, en el lado de la Corticela, «a maao siestra quando entran en a dita Capela». Dicha imagen, encargada por la propia cofradía y realizada en piedra caliza, sería probablemente reemplazada por otra que fue bendecida el 15 de enero de 1448 por fray Vasco de Vitre, obispo de Sebaste y administrador apostólico del Convento de San Juan de Coba. Se sabe gracias a Antonio López Ferreiro que la talla, hoy conservada en el Museo Catedralicio, aún se encontraba en la Capilla de Sancti Spiritus en 1904, mientras que de acuerdo con Ana Belén Requejo Alonso, la imagen fue trasladada en esa época al muro frontal de la epístola, a un altar dedicado a las ánimas del Purgatorio, habiendo ocupado para 1784 la zona central del lado del evangelio. La devoción a este santo iría decreciendo paulatinamente conforme aumentaba la popularidad de San Roque a la par que se producían mejoras en la medicina y la higiene. El traslado de los racioneros a la Iglesia de la Compañía de Jesús provocaría a su vez la llegada de nuevas devociones a la capilla, todas ellas vinculadas al Espíritu Santo tal y como se desprende de un pleito entre los racioneros y el cabildo en el siglo xviii, donde se constata la asimilación de las advocaciones de la Virgen de la O, Nuestra Señora de la Preñada y la Inmaculada Concepción, esta última patrona de la Prima, la cofradía en la que se integraban los clérigos de Sancti Spiritus.: 165–166 

#### Mobiliario

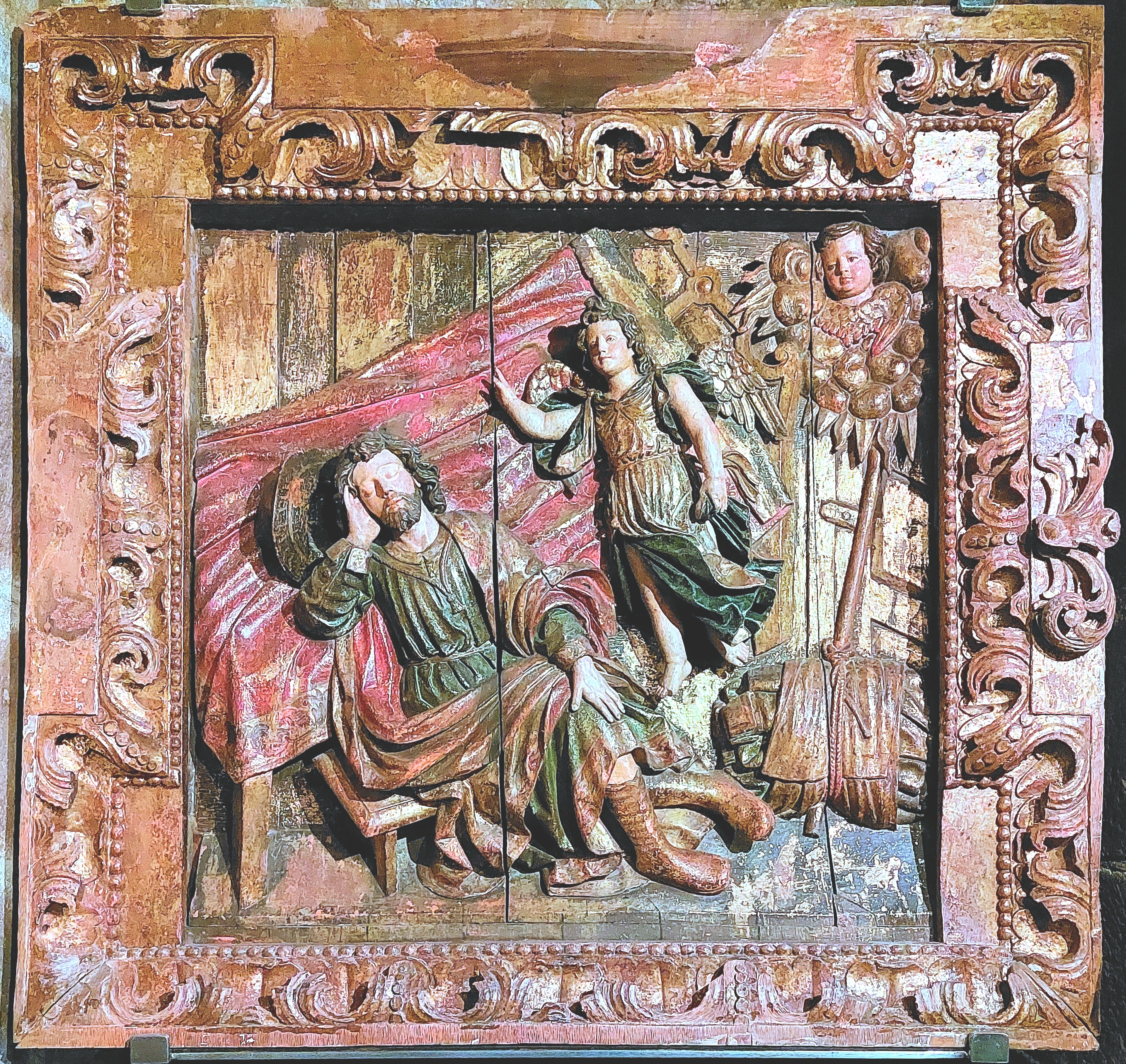
Sueño de San José (anónimo, siglo). Museo Catedralicio de Santiago de Compostela.

Antiguamente la capilla contaba con tres altares, dos de estilo churrigueresco (el retablo de las ánimas y el de Nuestra Señora de la Preñada) y el restante de corte neoclásico (el retablo del Salvador), de los cuales ninguno ha llegado a nuestros días. El retablo de las ánimas fue trasladado allí en 1776 desde su capilla, ubicada en la entrada al claustro, en un espacio que para finales del siglo xix recibía el nombre de «cuarto de descanso», mientras que otro de los retablos, el dedicado a Nuestra Señora de la Preñada, procedía de la primera columna inmediata a la reja del lado del evangelio en la nave de la Soledad, a la que se hallaba fijado. El tercer y último retablo, presidido por una antigua imagen del Salvador, fue realizado en 1862 para dotar a la capilla de un altar adicional en el que los beneficiados pudiesen celebrar misa.: 154–155  Respecto al segundo de ellos, este fue realizado en 1703 por Domingo Rodríguez de Pazos, corriendo la policromía a cargo de Francisco Sánchez tal y como consta en las cuentas de la fábrica de la catedral, en las que figura un pago de 1000 reales por este concepto en 1705. Cabe destacar que este retablo, el cual cobijaba una imagen de Nuestra Señora de la Preñada facturada a comienzos del siglo xiv por el Maestro Pero, guardaba una estrecha relación con San Gabriel ya que en la sección inferior se hallaba un relieve alusivo al sueño de San José, hoy conservado en el Museo Catedralicio.: 104 : 74  Por otro lado, en la Quintana había, entre otras, una capilla dedicada a la Virgen de la O la cual fue fundada por Pedro Balanguiño con renta suficiente para un capellán y el cumplimiento de cierto número de misas. El arzobispo Juan de Sanclemente terminaría ordenando su derribo por hallarse en estado ruinoso, señalando al capellán el altar que vulgarmente se denominaba «de la Preñada», muy próximo al de la Soledad; una vez derribada la capilla, la Cofradía de la Virgen de la O, integrada por sastres, se trasladaría a la cercana iglesia del Monasterio de San Pelayo de Antealtares.: 154–155 
Por su parte, el retablo de ánimas respondía a un proyecto de Miguel de Romay realizado aproximadamente entre 1714 y 1716, siendo Francisco Sánchez quien lo pintaría en este último año por 5890 reales. La imagen principal de dicho retablo sería un Cristo crucificado obra de Juan Bautista Celma y Bernardino de Xorapán en 1570, hoy conservado en el Museo Catedralicio, mientras que Juan Antonio García de Bouzas se ocuparía en 1725 de retocar otra talla de la capilla, concretamente una imagen del Santísimo Cristo. Cabe destacar que la presencia de estos tres retablos en la Capilla de Sancti Spiritus supuso por otro lado la pérdida de un retablo anterior, facturado en 1695 por Meyranes Valladares y policromado por Juan Carballo, quien el 2 de febrero de ese mismo año «otorgó carta de pago de 3700 reales, a favor del arzobispo Monroy, por dorar el retablo mayor del Colegio de Sancti Spiritus, pintar el colateral de San Sebastián, las rexas de la capilla y los dos santos de dho. retablo».: 103 

### Retablo

#### Origen

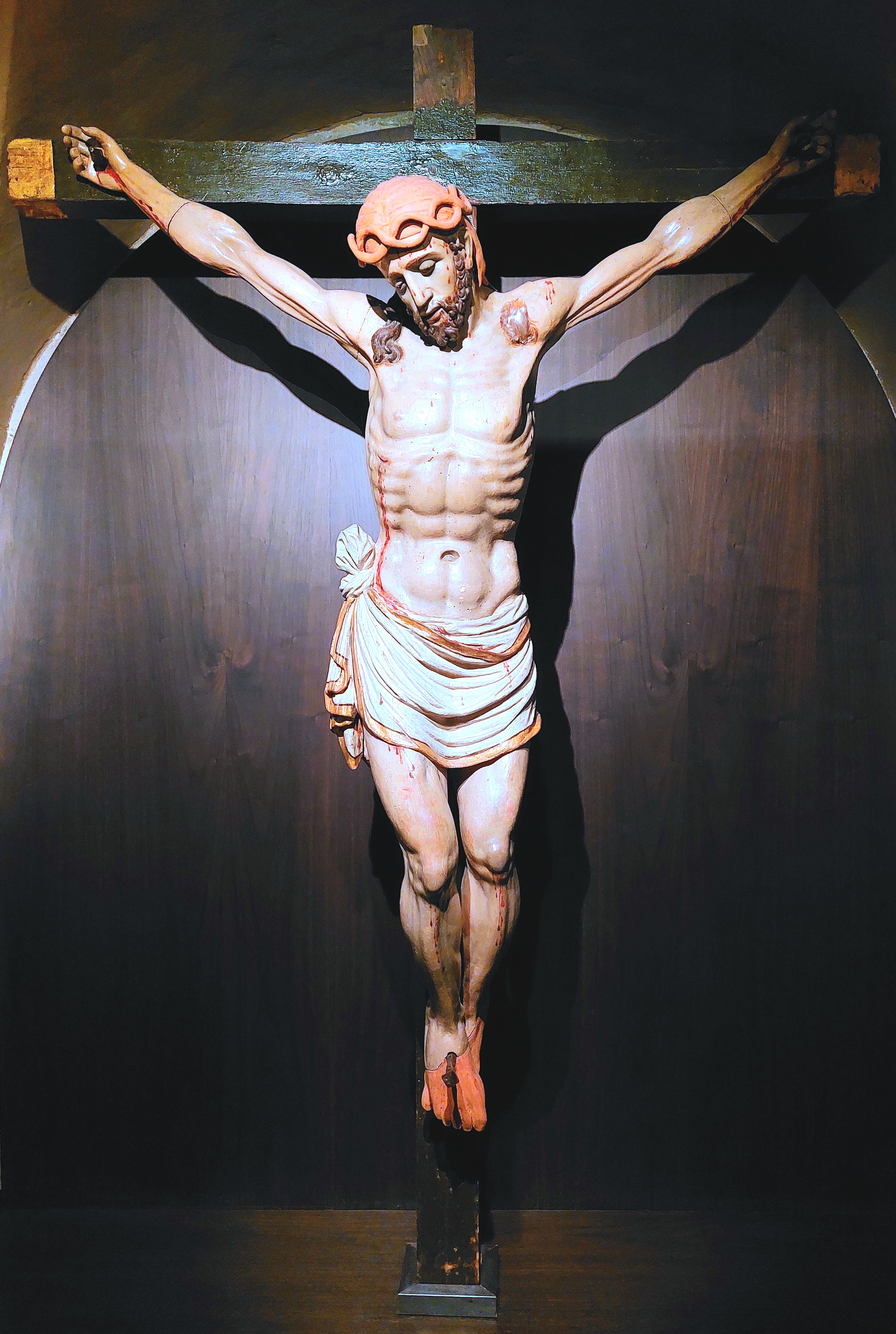
Cristo crucificado (1570), por Juan Bautista Celma y Bernardino de Xorapán. Museo Catedralicio de Santiago de Compostela.

Los orígenes del retablo de la Soledad se remontan al siglo xvii. En 1666 el arzobispo Pedro Carrillo y Acuña trató de perturbar al cabildo en la posesión de la que este gozaba para castigar a quienes dependían de él, además de pretender alterar la forma en que se nombraba al administrador del Hospital de San Roque. Ante la negativa del cabildo, se desató un pleito de tal magnitud que Antonio de Aguiar, juez eclesiástico de la Quintana, encarceló a cuatro canónigos, entre ellos el vicario del deán, quien debió ser sustituido en su papel de presidente del cabildo por el provisor, el cardenal Munibe, por ser el que ostentaba mayor antigüedad, lo que provocó las protestas del prior Pedro de Navia y Mariño, quien alegó que las bulas apostólicas prohibían que un deán, y en este caso el presidente, fuese provisor o visitador. El 3 de marzo de 1667 el cabildo acordó que, «en atención á los riesgos de la moneda por su subido valor para asegurar la perpetuidad de las fundaciones hechas en la Capilla del Santo Cristo de Burgos, la plata ú oro que se depositase, fuese á razón de doce reales el real de á ocho; que, esto no obstante, por este año interin Su Excelencia no aseguraba fincas bastantes para la fundación, se asistiese capitularmente después de Completas todos los viernes de Cuaresma á los Misereres graciosamente y sin interés alguno con toda la Capilla de Música».: 142–143 
El 24 de marzo, el doctoral Yáñez Parladoiro manifestó que el fiscal eclesiástico delataba a numerosas personas, y que la mayoría de las veces, cuando el fiscal perdía el pleito y era por tanto condenado al pago de las costas, los damnificados no tenían cómo cobrarlas, por lo que solicitaba que se le exigiesen fianzas y que tanto el provisor como el juez eclesiástico fuesen residenciados por personas competentes para así no tener ocasión de actuar libremente. Sumado a lo anterior, Yáñez pedía que se celebrase un sínodo para que el clero expusiese todos los problemas que sufría y que a su vez se nombrasen jueces sinodales puesto que solo había uno. Entretanto, el cabildo había llegado a algunos acuerdos para socorrer a los cuatro canónigos encarcelados; debido a que otros seis canónigos habían recurrido al nuncio para que este dejase sin efecto los acuerdos de la corporación, el 26 de marzo todos ellos fueron condenados a un año de privación de voto activo y pasivo además de a una multa de 200 ducados cada uno, de los cuales 200 fueron aplicados al Convento de Santa Bárbara de La Coruña y los 1000 restantes al retablo de la Soledad que entonces se estaba proyectando realizar para dar cobijo a la imagen de Nuestra Señora de la Soledad, la cual fue emplazada provisionalmente en el retablo de San Jorge o en el de Nuestra Señora de la Preñada mediante acuerdo del 29 de marzo de 1666, mismo año en que la talla fue adquirida.: 143, 208 

#### Elaboración
El retablo, originalmente ubicado en el trascoro, fue realizado en 1708 por Miguel de Romay y Antonio Afonsín, quienes, de acuerdo con la documentación analizada por Carlos González Guitián, «hazen buenos al Sr. Don Francisco Verdugo cinco mil ciento diez Reales que pago a Miguel de Romay, escultor, y a Antonio Afonsín, entallador, por hauer echo el retablo, para la imagen de Nuestra Señora la Preñada, digo de la Soledad. En dha. cantidad va incluso lo que se pago a Francisco Sánchez, por la pintura y dorado», cifra que ascendió a 2000 reales, si bien el retablo sería repintado en 1846 por Francisco Botana Calvelo, quien según las cuentas de la catedral recibió la suma de 4500 reales por policromar «el altar y costados» de la Soledad.: 105 : 206, 606  Este retablo fue una de las primeras obras de Romay, quien, nuevamente en colaboración con Afonsín, realizaría entre 1705 y 1714 los órganos de la catedral así como las escaleras y tornavoces de los púlpitos.: 105  José Couselo Bouzas cita a su vez a García de Bouzas como autor de un retrato de la Verónica para el retablo en 1707,: 376  obra que ya no se conserva, mientras que la talla de Nuestra Señora de la Soledad que preside el conjunto, facturada en 1666 por 2147 reales, se atribuye a talleres madrileños ya que fue traída de la capital española,: 208  si bien Manuel Murguía declaró a finales del siglo xix que la imagen era generalmente asignada a Gregorio Fernández Prieto, quien no empezaría a trabajar en la catedral hasta la década de 1740, cuando talló la Inmaculada Concepción que preside el retablo de la Capilla de Nuestra Señora la Blanca.: 207 
En la fábrica, encomendada por el cardenal Rodrigo de Romay, descendiente de los condes de Lemos (patronos de la fundación),: 170  participaron también el escultor Juan Antonio Morales y el platero Francisco Antonio Rodríguez, quienes elaboraron el frontal, las gradas y la peana con sus ángeles y cartelas, siendo esta al parecer la última obra de Morales ya que no se poseen noticias de otros trabajos posteriores. Concretamente, Rodríguez labró en 1747 la peana, los ángeles y las cartelas de plata por un precio de 3134 reales y 12 maravedís, todo ello con un peso de 447 onzas y cuatro adarmes, mientras que el frontal y las gradas corrieron por cuenta de Morales, quien realizó dicha obra unos años antes, siendo las gradas pagadas por el deán Manuel Francisco Rodríguez de Castro.: 577  A mayores, la Venerable Orden Tercera encargó en 1733 al orfebre Nicolás do Monte la ejecución de dos arañas de plata para que dotasen de luz y adornasen el retablo, obra que debía ser de importancia puesto que «para resto del trabajo le pagaba la cofradía 2398 reales».: 124–125  Se sabe que con anterioridad acompañaron a la imagen otras dos arañas de plata que fueron colocadas por disposición de José Rubio de Lascana, quien en 1687 ofreció 200 ducados para velas de cera que debían ser encendidas frente a ella.: 208  Igualmente, estuvo ubicada en su primitivo emplazamiento una gran lámpara de cristal donada en 1864 por voluntad testamentaria del canónigo Pedro Méndez Acuña; esta lámpara, hoy retirada, era encendida hacia 1870 con motivo del villancico que se cantaba frente al retablo cuando había procesión mitrada.: 143 

#### Popularidad

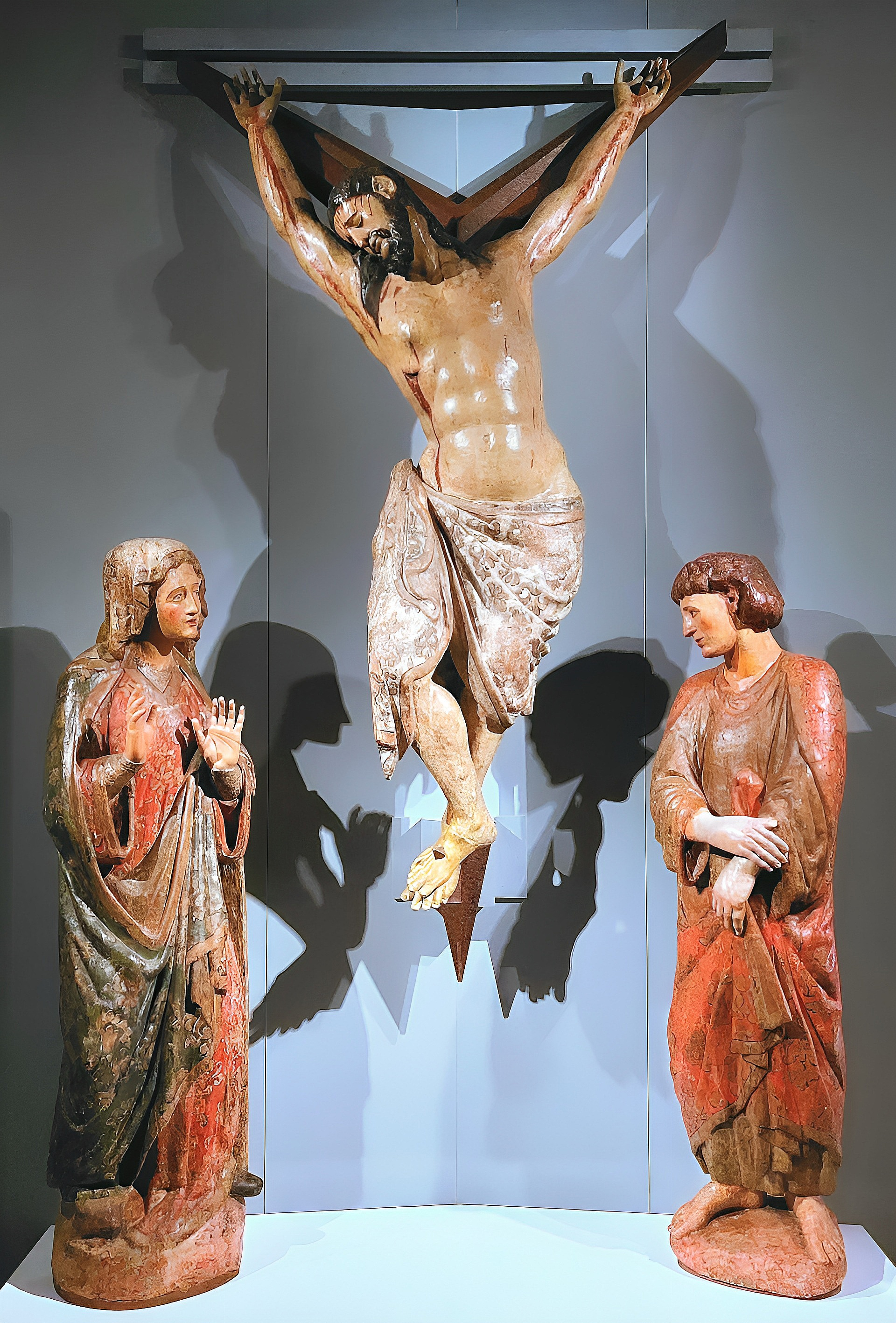
Calvario (anónimo, c. 1340). Museo Catedralicio de Santiago de Compostela.

La imagen de Nuestra Señora de la Soledad adquirió fama rápidamente entre los fieles ya que al poco de su llegada, en la década de 1670, empezó a ser mencionada en los testamentos de los feligreses como destinataria de misas, mientras que para la década de 1720 su retablo se había convertido en altar privilegiado, título otorgado a petición del deán que consta por vez primera en un testamento con fecha del 7 de octubre de 1727, lo que ayudó a incrementar su popularidad.: 144 : 137  En el periodo 1701-1730, de un total de 5468 misas establecidas en los testamentos de la ciudad para ser celebradas ante un altar privilegiado, tan solo 48 fueron oficiadas frente al retablo de la Soledad (0,88%), mientras que de 1731 a 1760 esta cifra aumentó a 2160 (17,7%), creciendo su fama no solo en Compostela sino también en zonas rurales ya que en el periodo 1701-1760, de un total de 2222 misas, 174 fueron celebradas frente a este altar (7,84%), ascendiendo a 423 misas sobre un total de 2478 de 1761 a 1790 (17%).: 137 
Pese a su fama, Murguía calificó el retablo de la Soledad de «pobrísimo y mezquino», además de referirse en términos peyorativos al Calvario que entonces remataba el conjunto y que, trasladado junto con el retablo a la Capilla de Sancti Spiritus, sería conducido al Museo Catedralicio, donde se conserva actualmente: «[…] coronado, para vergüenza nuestra, con el informe Crucifijo que se levanta sobre la balaustrada del coro»: 53–54  (la imagen cristífera de este Calvario, fechado hacia 1340, sería retocada por Jerónimo de Castro y Losada en 1685 ya que hay constancia en dicho año de que el escultor arregló la «cabeza y manos del Santo Cristo que está encima del altar de Nuestra Señora de la Soledad»).: 227  Sumado a lo anterior, Murguía comparó los querubines presentes en el retablo de la Soledad con los ángeles que adornan el camarín del retablo mayor, obra de Juan de Figueroa, describiendo estos últimos junto con la labor de cincelado como superiores y descalificando el retablo nuevamente al referirse al mismo como «de distinta mano, y por desgracia nuestra, harto inferior de lo que pudiera esperarse del artista de quien acabamos de hablar», pues entonces se afirmaba que Figueroa era el autor de la orfebrería del retablo de la Soledad. En su comparativa entre el camarín y el retablo, Murguía declaró que «las cabezas de los ángeles y hasta el cincelado de los frontales lo atestiguan de una manera tal, que no permiten la menor duda. Su insuficiencia es notoria, y la inferioridad de esta última obra, respecto de la del altar mayor, sobrado manifiesta. Basta decirlo así».: 175–176 

#### Ubicación
La primitiva ubicación del retablo, en el mismo lugar donde en tiempos estuvo situada la puerta principal del coro: 116  (mandada tapiar el 2 de julio de 1600),: 170  tuvo influencia en la obra ya que la misma exhibe un medallón representativo de San Jorge, quien en 1341 fue honrado en el coro de la catedral compostelana con una capellanía al igual que Santa Úrsula:

Sabeam quantos esta carta uiren que Eu Pedro fernandez de Castro pertegeyro mayor de terra de Santiago moordomo mayor del Rey et seu endeantado mayor da fronteyra Por min et por toda miau oz dou et outorgo por pura et simples doaçon mellor de dereyto mays ualledeira pode ser ontre uiuos aa jglsia de Santiago et a uso don Martino por la gracia de deus arcibispo de Santiago et ao Dayam et Cabiidoo desse lugar et a todos uossos sucessores o meu couto de valladares et os dous meus coutos de Teyx que som en terra de fragoso con todo senorio et jurdiçon et casas et casares et herdades et chantados et otras quaes quer dereyturas et perteenças ecclesiasticas et leygarias que aos ditos coutos et a cada hum delles et a min por rraçon delles perteecen et perteecer deuen hu quer que foren a montes et a fontes. Et uso o dito señor arcibispo et os outros arcibispos uossos sucesores deuedes poer et jnstituyr para senpre tres capellaes perpetuos que digan cada día cada hum hua myssa des aquí adeante por min et porla mia alma et do meu padre et por aqueles a que eu soo tendo, en aqueles dous altares que se ham de fazer en aquel lugar da par o coro da dita iglesia so o leedoyro hu dizen a pistola. O qual lugar et todo de redor do dito coro me uso o dito senor arcibispo et Cabiidoo outorgastes para mina sepultura et de mias molleres liidemas et de meu linagee liidemo que dereitamente de min descender segund que se mays compridamente conten en hum estormento ende feyto por Sueyro martiz et Aluar eans notarios de Santiago os quaes dous altares se deben fazer huun aa loor de sam George caualeyro et dos dez mill martires et outro aa loor de sta. ursula et das once mill uirgees que seian ante deus rogadores por min et pot aqueles a que eu soo tindo et os quaes cappellaes perpetuos deuen de cada dia rezar as oras canonicas et as dos mortos et as ditas senlas myssas cada huun. das quaes myssas deuen hua a ser dos martires eno dito altar de sam George. et a outra das uirgees eno altar de sta. ursula en amia uida. et depoys meu ficimento deue a seer todas tres myssas de requiem.: 119–120 

#### Traslado
El traslado del retablo de la Soledad a la Capilla de Sancti Spiritus se produjo en 1946 con motivo de la desinstalación del coro lígneo facturado por Juan Dávila y Gregorio Español, el cual fue desmontado y conducido al Monasterio de Santa María de Sobrado entre 1944 y 1945.: 104 : 49  Sin embargo, con anterioridad hubo numerosos proyectos que afectaron al retablo los cuales nunca llegaron a ejecutarse: los más destacados fueron el de Francisco Ferro Caaveiro, quien entre finales del siglo xviii y comienzos del xix elaboró un plano para el retablo y otro para el nuevo coro que se trató de levantar en el área que ocupan las capillas absidales;: 342  y el de Melchor de Prado, quien en 1805 se propuso reemplazarlo por tres retablos, llegando a realizar un plano de la obra que envió a Madrid para su estudio por Gregorio Ferro Requeijo, quien dio su aprobación. Las labores relativas al bronce fueron encomendadas al platero de la corte Andrés Senra y Pose y la imaginería al escultor de cámara Alfonso Giraldo Bergaz, quien recibió por lo menos un pago de 6000 reales,: 389  mientras que Senra, quien iba cobrando a medida que avanzaban los trabajos, recibía, por mediación de Ferro, pagos no inferiores a 30 000 reales. Pese a que este proyecto llegó en efecto a materializarse, el mismo se vio frustrado en su etapa inicial ya que en 1808 entraron las tropas francesas en Madrid y se apoderaron de la totalidad de las obras, viéndose Senra obligado a emigrar, si bien una vez finalizado el conflicto regresaría a la corte y recuperaría parte de lo robado, solicitando al cabildo que recogiese las piezas o le concediese autorización para proseguir con la labor. Debido a que la obra de los retablos no prosperó, Senra no pudo continuar con su trabajo, el cual, de acuerdo con el archivo catedralicio, se reducía a doce capiteles corintios con sus correspondientes basas áticas, ocho de ellos con una altura de once pulgadas y media y los otros cuatro de dieciséis pulgadas y media.: 159  Sumado a lo anterior, se encargaron a su vez cinco cuadros a Ferro, de los cuales se conservan tres en la sacristía de la seo: San Jorge y el dragón, La mujer adúltera y La Anunciación.: 617 : 53 

## Descripción

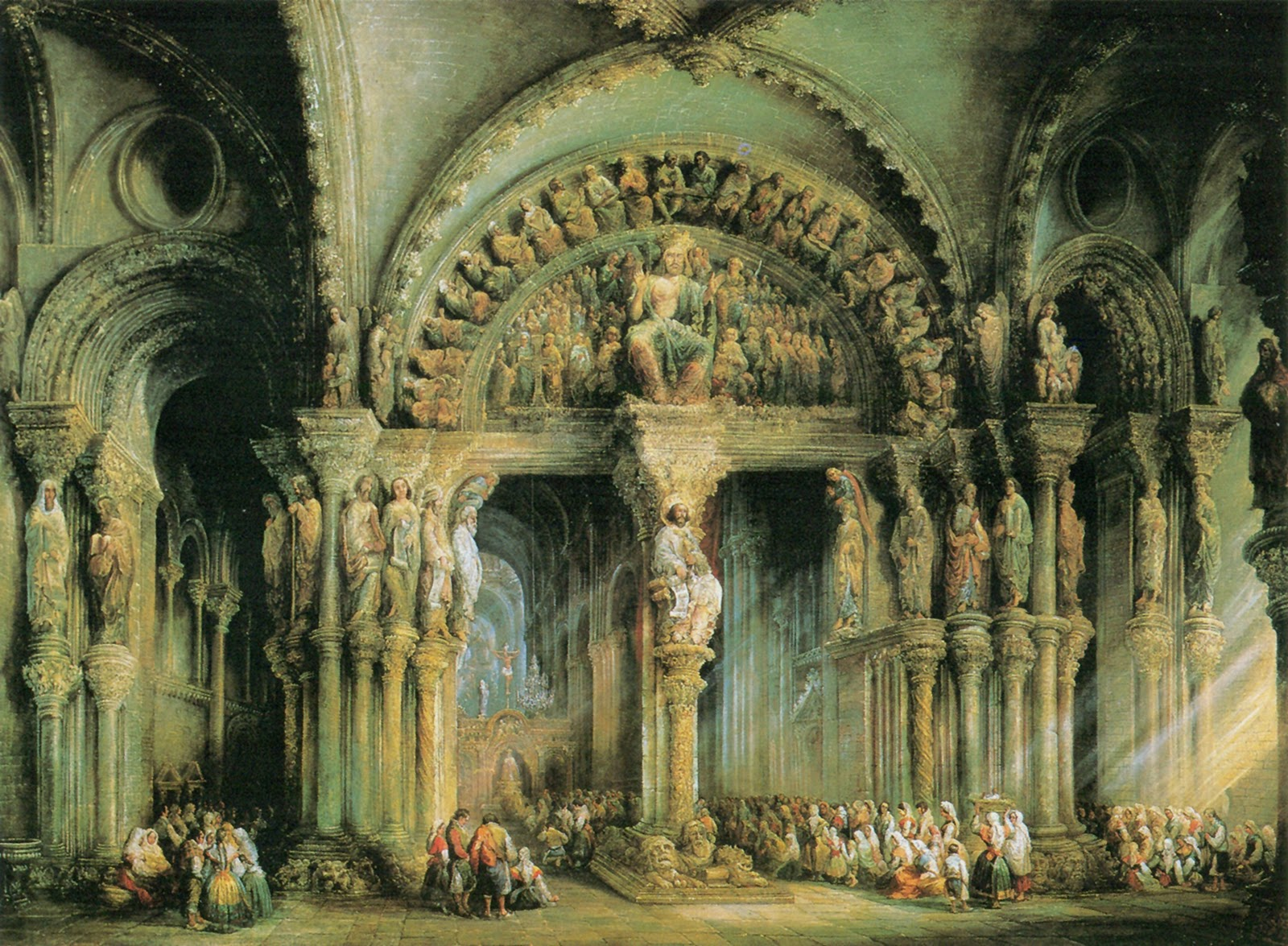
El Pórtico de la Gloria (1849), por Jenaro Pérez Villaamil. Palacio de la Moncloa.

La estructura se concibe como un retablo hornacina sujeto al estilo clasicista que Ginés Martínez imprimió en el coro lígneo que antaño acompañó a la obra, lo que explica la presencia de dos grandes pilastras compuestas con fuste estriado y un entablamento fuertemente moldurado organizado a partir de volutas y triglifos. El nicho consiste en un gran arco de medio punto abocinado y cerrado con una diminuta bóveda de cascarón y una exedra casetonada destinada a dar cobijo a la imagen de Nuestra Señora de la Soledad, concentrándose todo el despliegue ornamental en el intradós y en las columnas, para lo cual Romay empleó tres elementos: grecas de hojas carnosas, decoración vegetal de grandes acantos que cubren las pilastras y la clave del arco, y figuras de querubines que decoran el espacio libre del retablo en un claro ejemplo de horror vacui, potenciando así el carácter barroco del conjunto. Estos ángeles tenantes sostienen diversos instrumentos de la Pasión (Arma Christi), así como el corazón de María o lámparas, reflejando algunos el dolor causado por la muerte de Jesús, todo ello relacionado con las cajas de los órganos del coro. Este discurso teológico queda complementado en el tondo del ático, donde figura San Jorge luchando contra el dragón (recuerdo del primitivo emplazamiento del retablo), y en el frontal y las gradas, área en la que aparecen de nuevo los instrumentos de la Pasión y un corazón coronado de espinas en representación del Sagrado Corazón.: 105–106  Por su parte, la talla de Nuestra Señora de la Soledad, imagen de vestir, luce túnica y manto obsequiados por el arzobispo y religioso capuchino fray Rafael de Vélez; estas prendas, bordadas en oro y salpicadas de piedras preciosas, fueron confeccionadas por una monja jesuita del Convento de la Enseñanza y costeadas por Vélez con su mejor pectoral y anillo, además de con la Gran Cruz de Carlos III, distinción con la que fue agraciado a su vuelta del destierro al que había sido enviado con motivo de la guerra de la Independencia.: 171 : 49 : 90 

## Legado
El retablo de la Soledad se erige como una pieza destacada por ser uno de los primeros trabajos de Romay así como por tratarse de una obra que logró sobrevivir al desmantelamiento del coro. Así mismo, sobresale por haber ostentado la condición de altar privilegiado y por la fama de la que en el pasado gozó entre los fieles compostelanos, llegando a ser objeto de varias pinturas, entre las que destacan El Pórtico de la Gloria (1849), óleo de Jenaro Pérez Villaamil; y La nave de la Soledad (1909), obra de William Wiehe Collins.: 138, 144 